# Rosa Maria Arquimbau
Pour l’article homonyme, voir Arquimbau.
Rosa Maria Arquimbau i Cardil, née à Barcelone le 27 mars 1909 et morte dans cette même ville le 28 février 1992, est une écrivaine et journaliste catalane, connue également sous son nom de plume de Rosa de Sant Jordi.

## Biographie
Elle écrit très jeune, à 13 ans, et collabore dans les publications de la presse de gauche. En 1929, à 19 ans, elle publie sa première œuvre, La dona dels ulls que parlen (en français: La femme des yeux qui parlent).
Ses articles provoquent la polémique dans les journaux conservateurs. Elle devient une figure du féminisme catalan et promeut le droit des votes des femmes et défend les droits des femmes en Espagne.
Elle est l'une des personnalités importantes du Club Femení i d'Esports et du Lyceum Club de Barcelone.
Sous la Seconde République espagnole, elle publie en 1934 Història d'una noia i vint braçalets (en français : Histoire d'une fille et vingt bracelets).
En 1938, elle écrit la pièce de théâtre Maria la Rouge, qu'elle qualifie de reportage, puisque l'action se passe dans une prison de femmes à Paris.
En 1957, sous la dictature franquiste, elle publie la comédie L'inconvenient de dir-se Martines.

## Postérité
- Sa sépulture se situe dans le cimetière du Poblenou, à Barcelone[6].

- Un jardin porte son nom[7] dans l'arrondissement de Sant Martí, à Barcelone[8].
- Une plaque commémorative en sa mémoire est inaugurée en 2022 dans le quartier de Gracià[9].